# Malvern College
Malvern College er en privat kostskole i Malvern, Worcestershire, England, der tilbyder undervisning for både drenge og piger. Siden dens grundlæggelse i 1865 har den været på samme plads, som er i nærheden af Great Malvern. Der er omkring 650 elever indskrevet på skolen i alderen 13-19 år.